# Santa Ana, El Salvador
Santa Ana är den näst största staden i El Salvador. Invånarantalet uppgick 2006 till 274 830, och orten är huvudstad i Santa Ana departement.

## Vänorter
Santa Ana stad är vänort med följande städer:
- La Ceiba, Honduras[1]
- Santa Ana, Kalifornien, USA[2]
- León, Nicaragua[3]
- Piracicaba, Brasilien[4]
- Miramar, Florida, USA[5]
- Gävle kommun, Sverige[6]
- Nueva Trinidad, El Salvador[7]
- Nejapa, El Salvador[7]
- Acajutla, El Salvador[7]

### Fotnoter
1. ↑  La Ceiba Página de la ciudad, läst 13 december 2008
2. ↑  LPG Plan municipal del ex candidato alcalde por ARENA en 2006 Arkiverad 16 februari 2008 hämtat från the Wayback Machine., läst 13 december 2006
3. ↑  La Prensa (Nicaragua) Alcaldes buscan hermanamiento con municipios salvadoreños Arkiverad 16 april 2009 hämtat från the Wayback Machine., läst 13 december 2008
4. ↑  Diaro Co Latino Visita de alcaldes del FMLN a Brasil Arkiverad 16 april 2009 hämtat från the Wayback Machine., läst 13 december 2008
5. ↑  Office of International Affairs Florida - Sister cities, läst 13 december 2008
6. ↑  Alcaldía Municipal de Santa Ana Apoyo sueco para la comuna, läst 22 december 2008
7. 1 2 3  Alcaldía Municipal de Santa Ana Convenio de hermanamiento de municipios, läst 22 december 2008